# تدخل نفسي

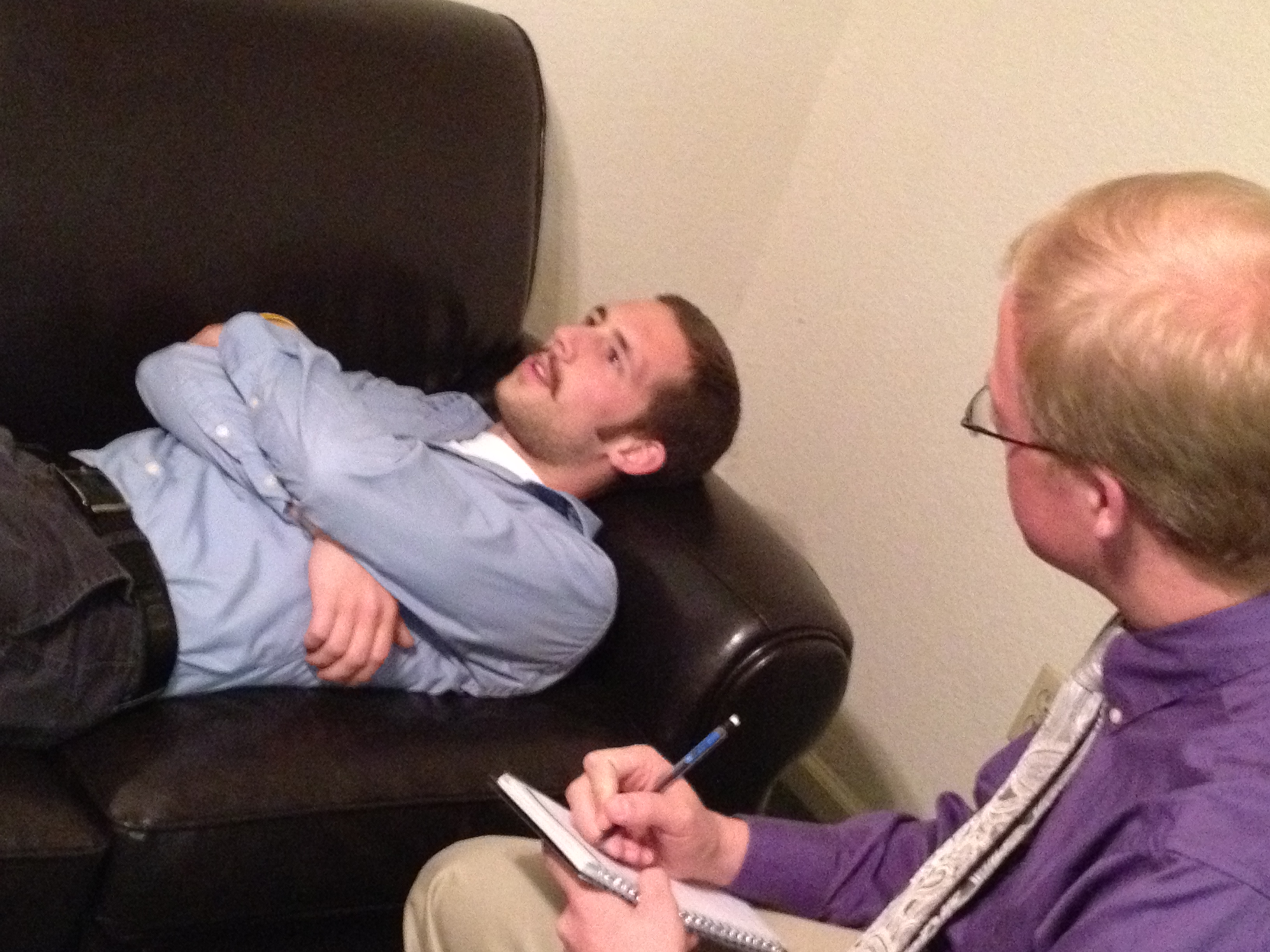
علم النفس

في علم النفس التطبيقي، فإن التدخلات هي إجراءات يتم تنفيذها لإحداث التغيير في الناس. توجد مجموعة واسعة من استراتيجيات التدخل وهي موجهة نحو أنواع مختلفة من القضايا. وبشكل عام، يعني ذلك أي أنشطة تستخدم لتعديل السلوك أو الحالة العاطفية أو المشاعر. التدخلات النفسية لها العديد من التطبيقات المختلفة والاستخدام الأكثر شيوعًا هو علاج الاضطرابات النفسية، والأكثر شيوعًا استخدام العلاج النفسي. الهدف النهائي وراء هذه التدخلات ليس فقط لتخفيف الأعراض ولكن أيضا لاستهداف السبب الجذري للاضطرابات النفسية.
لعلاج الاضطرابات النفسية ، يمكن أن تقترن التدخلات النفسية بالأدوية ذات التأثير النفساني. الأطباء النفسيين يصف عادة الأدوية لإدارة أعراض الاضطرابات النفسية. التدخلات النفسية والاجتماعية لها تركيز أكبر أو أكثر مباشرة على البيئة الاجتماعية للشخص بالتفاعل مع وظيفته النفسية.
ويمكن أيضا استخدام التدخلات النفسية لتعزيز الصحة العقلية الجيدة من أجل منع الاضطرابات النفسية. هذه التدخلات ليست مصممة لمعالجة الحالة ولكنها مصممة لتعزيز العواطف الصحية والمواقف والعادات. مثل هذه التدخلات يمكن أن تحسن نوعية الحياة حتى عندما لا يكون المرض العقلي موجودًا. 
يمكن أن تكون التدخلات متنوعة ويمكن تخصيصها خصيصًا للمعاملة الفردية أو الجماعية بناءً على احتياجاتها. يضيف هذا التنوع إلى فعاليتها في معالجة جميع أنواع المواقف. 
العلاج النفسي، المعروف أيضا باسم العلاج الحديث، يعزز وجود علاقة بين طبيب نفساني مدرّب وشخص يعاني من اضطراب نفسي.
تدخلات النشاط الإيجابي (PAIs) هي جزء من علم النفس الإيجابي. يمكن استخدام PAIs في العلاج النفسي وكذلك خارجها. وتشمل الأمثلة مساعدة العملاء على التركيز على الأشياء الجيدة، والنفس المستقبلية، والامتنان، وتأكيد الذات واللطف تجاه الآخرين. 